# 歲寶百貨
歲寶百貨控股（中國）有限公司，簡稱歲寶百貨控股（中國）、歲寶百貨控股，以及歲寶百貨（英語：SHIRBLE DEPARTMENT STORE HOLDINGS (CHINA) LIMITED，港交所：0312），則在1995年由楊祥波先生（主席及行政總裁）創立。
該總部分別位於中國深圳福田區紅嶺南路30號，以及香港灣仔告士打道108號光大中心1402室。而股份則在2010年11月17日於香港交易所主板上市。業務包括零售業務和娛樂設施，如電影院、餐廳、自助銀行服務中心、藥房，美容美髮、旅遊、房地產和證券機構。歲寶百貨亦提供一系列商品如鞋履、紡織品、服裝、化妝品、兒童及家庭用品、電器、日耗品及家需品。
招股價介乎為1.85-2.55港元，集資額為12.76亿港元，公開發售為6.25亿股。主要地區為廣東省深圳各5個地區，汕頭，以及湖南長沙。
2012年3月22日，由畢馬威擔任核數師的歲寶百貨宣佈無法如期在當日公佈全年業績，歲寶百貨股價在當日下跌18%，收市價為0.8元。歲寶百貨在3月29日停牌。
2018年，與盒馬鮮生合作，在旗下的分店開設盒馬鮮生分店，而歲寶百貨原超市業務（包括smart超市）亦陸續結業。

## SMART精品超市
2012年11月，歲寶在深圳福田區卓越In Town開設了第一家SMART精品超市，以高端細分市場為服務對像，並引入歐美、日韓、港台、東南亞各地的產品。目前該店已結業，由永輝超市旗下超級物種取代。

## 連結
- 歲寶百貨官網 （页面存档备份，存于）
- SMART精品超市官網